# Bruno Bernini
Bruno Bernini (Livorno, 4 gennaio 1919 – Livorno, 16 gennaio 2013) è stato un partigiano e politico italiano.
Membro della Resistenza ed esponente del Partito Comunista Italiano, fu Deputato nella VI legislatura, nella VII e poi nell'VIII.

## Biografia
Bruno Bernini nasce a Livorno il 4 gennaio 1919. Di famiglia modesta, deve interrompere gli studi e avviarsi presto al lavoro. Dopo piccole esperienze che gli permettono di scoprire la città, trova impiego come garzone presso un negozio di idraulica e il proprietario lo invia a Lucca a dirigere un altro negozio. Negli stessi anni, Bernini si avvicina, grazie al cognato, al movimento antifascista organizzato e comincia la sua collaborazione partendo da piccoli incarichi clandestini.
Bernini dopo aver svolto il servizio militare a Milano, dove consegue anche un diploma di scuola tecnica, dopo l'8 settembre 1943 torna a casa e partecipa alla Resistenza diventando comandante del distaccamento Oberdan Chiesa della 3ª Brigata Garibaldi nelle colline livornesi.
Passato il fronte, nel 1944, a 25 anni il Partito Comunista Italiano lo nomina responsabile provinciale del Fronte della Gioventù e successivamente gli affida la responsabilità dell'organizzazione della Federazione. Dopo il congresso di Bologna viene nominato nella Direzione e nella segreteria nazionale del Fronte della Gioventù e va a lavorare a Roma, entrando a far parte della Commissione per il lavoro tra i giovani. Con Enrico Berlinguer nel 1948 partecipa alla costruzione della Federazione Giovanile Comunista Italiana ed entra nella segreteria. Da lì viene delegato al Comitato Centrale del partito come rappresentante di quella organizzazione. In questa veste gira l'Italia, seguito dalla Polizia che ne segnala i movimenti di città in città.
Lo stesso Enrico Berlinguer, a cui è legato da amicizia (gli sarà testimone alle nozze civili), lo invia nel 1953 a fare il presidente della Federazione Mondiale della Gioventù Democratica con sede a Budapest, incarico che ricopre fino al 1959 e in quella veste presiede il festival Mondiale della Gioventù nel 1955 a Varsavia, nel 1957 a Mosca, nel 1959 a Vienna.
Sarà un periodo importantissimo per Bernini che si protrae per quasi sette anni, dal 1953 al 1959. durante il quale acquisisce conoscenze e competenze di politica internazionale di grande rilevanza poiché in quella veste ha rapporti con capi di Stato e personalità di rilievo.
A conclusione di questa esperienza ritorna in Italia ed entra a far parte della Commissione stampa e propaganda del Comitato Centrale con la responsabilità dei giornali di fabbrica e, nel 1961 e 1962, è chiamato a far parte della segreteria regionale toscana del partito.
Nel 1963 diviene segretario della Federazione del PCI di Livorno. Durante quella stessa esperienza, nel 1965 viene eletto nel Consiglio comunale e dal 1966 al 1972 è membro del Comitato centrale del PCI.
Viene eletto alla Camera nella VI legislatura, nella VII e poi nell'VIII. In occasione delle elezioni politiche del 1972, ottiene 21.133 preferenze; viene rieletto alle politiche del 1976 con 30.762 preferenze e alle politiche del 1979 con 26.074 preferenze.
Fa parte della Commissione Bilancio e Programmazione e della Giunta delle elezioni della Camera, successivamente fa parte della Commissione Difesa e del Comitato interparlamentare di Controllo e Sicurezza.
A partire dal 1976 con l'ingresso dei comunisti italiani nel Consiglio d'Europa, viene nominato rappresentante della Camera dei Deputati nel Consiglio d'Europa e nell'Assemblea Parlamentare dell'Unione dell'Europa occidentale, ove assume prima la segreteria e poi la vicepresidenza del Gruppo comunista, incarico che mantiene fino al 1983 quando viene chiamato a far parte della Sezione Esteri e della 1ª Commissione problemi internazionali del Comitato Centrale del Pci. Fa parte anche della Consulta nazionale del Partito per le Forze Armate e, come sindaco revisore, del Comitato direttivo del CESPI.
Verso la fine degli anni ottanta entra nella redazione della rivista Problemi Internazionali edita dagli Editori Riuniti.
In quegli stessi anni manifesta riserve di fronte alle scelte sulla politica militare e della difesa espresse dal suo partito. Resta comunque nella segreteria alla quale invia nel 1988 un testo dal titolo: Le nuove prospettive aperte con gli accordi di Washington e di Mosca, ai fini della sicurezza nel Mediterraneo e della pace. Farà parte come componente del Segretariato del ministro ombra della Difesa nel 1989. Farà proposte sul tema della Difesa e su quello di riorganizzazione delle Forze Armate che saranno pubblicate sui Quaderni Istrid delle edizioni della Difesa. A ottobre dello stesso anno è tra gli organizzatori del convegno nazionale sulle basi Nato in Italia e il ruolo della base degli USA alla Maddalena.
Partecipa attivamente a tutte le fasi di transizione dal vecchio Partito comunista fino alla costituzione del Partito Democratico fino alla morte, avvenuta nel 2013.

## Archivio
Il fondo Bruno Bernini è stato donato all'Istituto storico della Resistenza di Livorno dal figlio Antonio Bernini e dalla moglie Bruna Gigli. Contiene documenti dal 1950 al 2004.